# Holger Stampe
 Ikke at forveksle med Holger Stampe-Charisius.
Holger lensbaron Stampe (27. august 1754 – 12. september 1827 på Nysø) var en dansk søofficer og godsejer, far til Henrik Stampe.
Han var søn af sognepræst Frants Thestrup Stampe (1715-1762) og Dorothea Marie Olivarius (1723-1798), blev volontør kadet i Søetaten 1767, kadet 1770 sekondløjtnant 1776, kammerjunker 1780, 1781 karakteriseret og 1784 virkelig premierløjtnant, 1789 karakteriseret og 1793 virkelig kaptajnløjtnant og afgik 1802 som karakteriseret kommandørkaptajn, fordi han havde arvet en stor formue fra sin onkel, gehejmeråd Henrik Stampe. Samme år oprettede han et legat til fordel for Søkadetkorpset på 2.000 rigsdaler.
Stampe købte i 1800 Jungshoved og Nysø og blev 1803 kammerherre. Han oprettede 11. februar 1809 Baroniet Stampenborg med hovedsædet Nysø og optoges derefter 1. september 1810 i den danske friherrestand. Han var tiendekommissær i Vordingborg Distrikt og blev 28. oktober 1817 Ridder af Dannebrog.
Holger Stampe blev gift 22. maj 1793 i Holmens Kirke med Kirsten Kaas (med Muren) (3. januar 1766 i Ormslev Sogn - 19. marts 1842), datter af admiral Frederik Christian Kaas.